# Peraniana dissociata
Peraniana dissociata là một loài bướm đêm trong họ Noctuidae.